# 51-во средно училище „Елисавета Багряна“
51 средно училище „Елисавета Багряна“ е общинско училище с прием в 1-ви и 7-и клас в София, район „Красно село“, квартал Хиподрума, на улица „Софийски герой“ № 28 (близо до бившето кино „Урвич“).

## История
51 СУ „Елисавета Багряна“ е основано през 1961 г. като в началото има 632 ученици и 32 учители. В сегашната сграда първите занятия стартират през януари 1962 г.
От 1969 г. до 1991 г. патрон на училището е „Васил Демиревски“, а от 1991 г., след решение на МОН, се преименува на „Елисавета Багряна“. През същата учебна година училището започва да се профилира в областта на изобразителното изкуство.

## Любопитни факти
- Голяма част от училищните сцени във филма „Войната на таралежите“ (1978) са заснети в сградата на училището[3]